# Svenja Herrmann
Svenja Herrmann (* 1973 in Frankfurt am Main) ist eine Schweizer Schriftstellerin.

## Leben
Svenja Herrmann studierte in Zürich Germanistik, Rechtsgeschichte und Staatsrecht.
Danach folgte die Ausbildung zur Expertin für Begabungs- und Begabtenförderung an der Hochschule für Heilpädagogik Zürich und später die Ausbildung zur diplomierten Lerntherapeutin. Sie schreibt vor allem Lyrik und engagiert sich als Herausgeberin. Seit 2007 besteht ihre eigene Plattform „Schreibstrom“ für ihre Aktivitäten im Bereich Kreativitäts- und Begabungsförderung für Kinder und Jugendliche.
Svenja Herrmann ist Mitglied des Schriftstellerverbandes Autorinnen und Autoren der Schweiz und des Deutschschweizer PEN-Zentrums.
2017 wurde sie u. a. ans Internationale Poesiefestival Medellín eingeladen.

## Auszeichnungen
- 2003 2. Preis der Berner Lyriktage
- 2003 Text des Monats, Literaturhaus Zürich 2003
- 2007 Förderbeitrag des Kantons Zürich
- 2009 Lyrik-Preis „Literatur auf Abruf“ - Transit
- 2010 Anerkennungsgabe der Stadt Zürich für "Ausschwärmen"
- 2010 Schweizer Literaturperle für "Ausschwärmen"
- 2010 Vorfinale Münchner Lyrikpreis
- 2015 Atelierstipendium der Landis & Gyr Stiftung

## Werke
- Wolfskinder (Svenja Herrmann und Józef Wilkoń), NordSüd Verlag, Zürich 2020, ISBN 978-3-314-10507-4
- Die Ankunft der Bäume, Gedichte, Wolfbach Verlag, Zürich 2017, ISBN 978-3-905910-92-6
- Ausschwärmen, Gedichte, Wolfbach Verlag, Zürich 2010 ISBN 978-3-90591-005-6 (2. Aufl., 2013)[3]
- ein viertel blau, Lyrik und elektronische Musik, Hörbuch, Sound von Rino Meyer und Daniel Mewes, T&Tea Studios, Zürich 2003.

- Gedichte in Ostragehege. Zeitschrift für Literatur und Kunst, Heft V, Nr. 14, Dresden 2014
- Gedichte in Moderne Poesie der Schweiz. Eine Anthologie, hrsg. von Roget Perret, Zürich 2013
- Gedichte in Poszernzenie Zrenic, Poezja Szwajcarii (Anthologie Schweizer Lyrik nach 1945 auf Polnisch), hrsg. von Werner Morlang und Ryszard Wojnakowski, übers. von Ryszard Wojnakowski, Wrocław 2013
- Gedichte in Orizont, Revista a Unionii Sciitorilor din Romania (Literaturzeitschrift des rumänischen Schriftstellerverbandes), Timisoara, Nummer 4, April 2012
- Gedichte in "Gutter" 6, The Magazine of New Scottish Writing, übersetzt von Donal McLaughlin, Glasgow 2011.
- Das Märchen vom Jongleur in "Von Ort zu Ort verschieden nachdenklich sein", hrsg. v. Markus Bundi, Edition Isele, Zürich 2010
- spätes gedicht in entwürfe Nr. 61/2010 (Zürich)
- Die Geschichte von Frau Wolle, in: Lebensspuren, einer Anthologie des Literaturhaus Zürich 2006

## Herausgeberschaft
- Mittendrin & Hochhinaus, hrsg. von Svenja Herrmann, Maria Riss, Dieter Schlachter, Lesebuch für 6. Klasse Primarstufe, Schulverlag plus 2010
- 60 Jahre Menschenrechte. 30 literarische Texte, hrsg. von Svenja Herrmann und Ulrike Ulrich, Anthologie, Salis Verlag, Zürich 2008
- Menschenrechte. Weiterschreiben., hrsg. von Svenja Herrmann und Ulrike Ulrich, Anthologie, Salis Verlag, Zürich 2018, ISBN 978-3-906195-76-6

## Übersetzungen
- The Little Wolves (Svenja Herrmann / Józef Wilkoń), Simon & Schuster 2020, ISBN 978-0-735843-97-4
- Wilczki (Svenja Herrmann / Józef Wilkoń), Media Rodzina 2018, ISBN 978-8-380084-84-1